# Clusia obovata
Clusia obovata är en tvåhjärtbladig växtart som först beskrevs av Richard Spruce, Jules Émile Planchon och Triana, och fick sitt nu gällande namn av Pipoly. Clusia obovata ingår i släktet Clusia och familjen Clusiaceae. Inga underarter finns listade i Catalogue of Life.